# Ormoiche
Ormoiche ist eine Gemeinde im französischen Département Haute-Saône in der Region Bourgogne-Franche-Comté.

## Geographie
Ormoiche liegt auf einer Höhe von 253 m über dem Meeresspiegel, fünf Kilometer westlich von Luxeuil-les-Bains und etwa 24 Kilometer nordöstlich der Stadt Vesoul (Luftlinie). Das Dorf erstreckt sich im nördlichen Teil des Départements, in der Ebene von Luxeuil westlich der Vogesen, nördlich des Flusslaufs des Breuchin.
Die Fläche des 5,72 km² großen Gemeindegebiets umfasst einen Abschnitt der Ebene von Luxeuil. Von Süden nach Norden wird das Gebiet von der Lanterne durchflossen, die mehrere Windungen zeichnet. Die Alluvialebene liegt durchschnittlich auf 250 m und wird überwiegend landwirtschaftlich genutzt. Westlich des Dorfes mündet der Breuchin in die Lanterne, der abschnittsweise die südliche Grenze markiert.
Nordwestlich von Ormoiche fließt die Lanterne durch ein Tal, das die Waldhöhen des Mont Marot (290 m) im Westen vom Höhenrücken der Forêt des Sept-Chevaux im Osten trennt. Dieser wird durch die Tälchen verschiedener kurzer Seitenbäche des Breuchin und der Lanterne untergliedert. Mit 316 m wird in der Forêt des Sept-Chevaux die höchste Erhebung von Ormoiche erreicht. Der Rücken besteht teils aus kalkigen und sandig-mergeligen Sedimenten der Lias (Unterjura), teils treten auch Buntsandstein der unteren Trias und das kristalline Grundgebirge zutage.
Nachbargemeinden von Ormoiche sind Hautevelle im Norden, Breuches im Osten und Süden sowie Sainte-Marie-en-Chaux und Francalmont im Westen.

## Geschichte
Mauerfundamente eines großen gallorömischen Landgutes weisen auf eine sehr frühe Besiedlung des Gebietes hin. Im Mittelalter gehörte Ormoiche zur Freigrafschaft Burgund und darin zum Gebiet des Bailliage d’Amont. Die lokale Herrschaft hatte das Kloster Luxeuil inne. Zusammen mit der Franche-Comté gelangte das Dorf mit dem Frieden von Nimwegen 1678 definitiv an Frankreich. Auch das Priorat Hautevelle besaß Rechte und Güter im Ort. Heute ist Ormoiche Mitglied des 13 Ortschaften umfassenden Gemeindeverbandes Communauté de communes du Pays de Luxeuil. Ormoiche gehört zur Pfarrei Breuches.

## Sehenswürdigkeiten
Sehenswert sind zwei Calvaires aus dem 18. Jahrhundert, der Dorfbrunnen sowie verschiedene Häuser aus dem 17. bis 19. Jahrhundert, die den traditionellen Stil der Haute-Saône zeigen.

## Bevölkerung
| Jahr                       | 1962 | 1968 | 1975 | 1982 | 1990 | 1999 | 2006 |
| Einwohner                  | 62   | 70   | 60   | 76   | 68   | 61   | 70   |
| Quellen: Cassini und INSEE |      |      |      |      |      |      |      |

Mit 68 Einwohnern (1. Januar 2022) gehört Ormoiche zu den kleinsten Gemeinden des Département Haute-Saône. Nachdem die Einwohnerzahl in der ersten Hälfte des 20. Jahrhunderts deutlich abgenommen hatte (1881 wurden noch 181 Personen gezählt), wurden seit Beginn der 1960er Jahre nur noch geringe Schwankungen verzeichnet.

## Wirtschaft und Infrastruktur
Ormoiche ist noch heute ein vorwiegend durch die Landwirtschaft (Ackerbau, Obstbau und Viehzucht) und die Forstwirtschaft geprägtes Dorf. Außerhalb des primären Sektors gibt es nur wenige Arbeitsplätze im Ort. Einige Erwerbstätige sind deshalb Wegpendler, die in den größeren Ortschaften der Umgebung ihrer Arbeit nachgehen.
Die Ortschaft liegt abseits der größeren Durchgangsachsen an einer Departementsstraße, die von Luxeuil-les-Bains nach Conflans-sur-Lanterne führt.